# Sierra de la Villa
La Sierra de la Villa o de San Cristóbal (en valenciano Serra de Sant Cristòfol o Sanmaior) se halla en la comarca del Alto Vinalopó, en la provincia de Alicante (Comunidad Valenciana, España). La mayor parte de la sierra se localiza en el municipio de Villena, mientras que sus estribaciones nororientales lo hacen en el municipio de Cañada. Los núcleos de ambas localidades se asientan en las faldas de la sierra, ocupando el centro histórico de Villena la totalidad de una de las estribaciones SO, que corona el Castillo de la Atalaya. El lugar ha sido estratégico desde antiguo, ya que desde él se controlan los accesos desde el sur y el este de la península (actuales provincias de Murcia, Alicante y Valencia) con la Meseta. Muestra de ello es el poblado ibérico sobre el que se alzó el Castillo de Salvatierra, así como el propio surgimiento de la ciudad de Villena. En la actualidad se han habilitado en ella varios senderos de pequeño recorrido (siendo el principal el PR-CV 312), así como dos vías ferratas. Se puede, asimismo, practicar deportes de aventura como ala delta, parapente y rápel. En 2002 se presentó un proyecto para la construcción de un parque eólico en la Sierra de la Villa, que fue desestimado en varias ocasiones y finalmente pospuesto indefinidamente en 2007, debido a su impacto paisajístico y ambiental.

## Situación y génesis
La Sierra de la Villa se halla en el límite SO del sinclinal Villena-Bocairente (Valle de Benejama), una gran estructura de dirección SO-NE por la que circula el río Vinalopó. Constituye un anticlinal que introduce un problema de drenaje y provoca el desdoblamiento de valle en dos grandes fosas (Villena-Bañeres y Villena-Biar), que vuelven a juntarse una vez superados los contrafuertes más orientales de la sierra de la Villa.

## Patrimonio natural y cultural

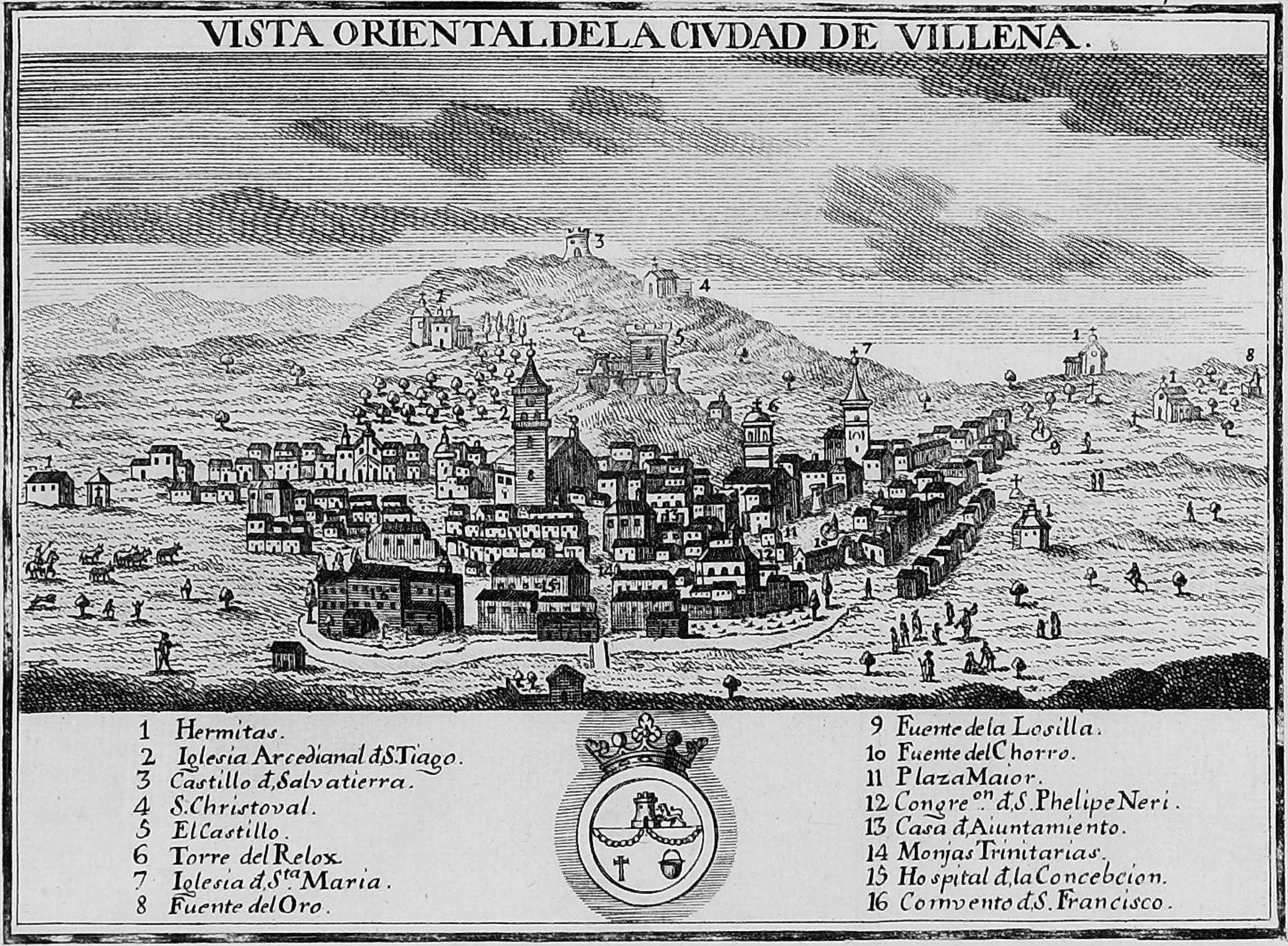
Vista de Villena y gran parte de la Sierra en 1878; grabado de Juan Fernando Palomino.

En la sierra, sobre todo en su umbría, se encuentran pinos, coscojas, brezos, aliagas y una amplia gama de plantas aromáticas, como romero o tomillo. En la falda oeste se encuentra el Paraje de Las Cruces, donde antiguamente estuvo situada la Ermita de las Cruces y donde se encuentra uno de los miradores más conocidos sobre Villena y su valle. Si se asciende por el sendero PR-CV 312 hasta la cumbre, se encuentra, en el extremo SO el Castillo de Salvatierra, de origen islámico, aunque construido sobre un asentamiento ibérico, conteniendo estratos arqueológicos de prácticamente todas las etapas desde la prehistoria hasta la Edad Media. Por este motivo el propio José María Soler consideró a la Sierra de la Villa como "la Sierra madre de los villeneros". Siguiendo dicho sendero en dirección NE, se encuentra la Minica de los Colores, una antigua explotación minera de la que se extrajeron minerales, principalmente hierro, hasta el siglo XVIII.
La línea que dividía la Corona de Castilla y la Corona de Aragón a raíz del tratado de Almizra (1244) atravesaba la Sierra de la Villa de NO a SE, como atestiguan algunos mojones que se han hallado a lo largo del trazado de la frontera. En la actualidad, esta línea constituye el límite entre el término de Villena (históricamente castellana) y los de Cañada y Biar (históricamente aragonesas). En varios puntos de la sierra, principalmente en cruces de caminos, pueden encontrarse montículos de piedras. Estos tienen su origen en una tradición medieval por la que los viajeros, al divisar su localidad, lanzaban una piedra previamente recogida mientras rezaban a su santo patrón, invocando su protección. Probablemente esta costumbre es una readaptación al cristianismo del viejo símbolo greco-romano de apuntalar los mojones fronterizos a la vez que se invocaba a los dioses para tener buena suerte en el viaje. Esta tradición se mantuvo y popularizó entre pastores, arrieros, comerciantes y peregrinos, que la adaptaron a su nueva fe.